# Produit intérieur brut par habitant

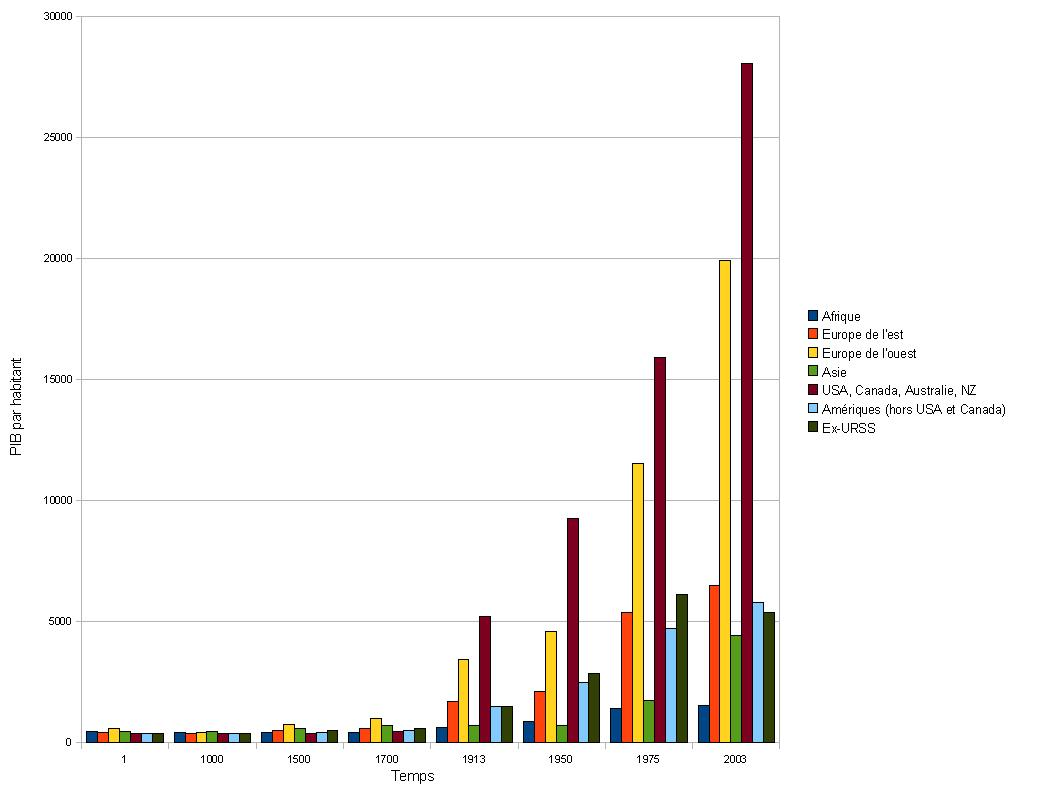
Évolution du PIB/hbt. de l'an 1 à l'année 2003, basé sur les données d'Angus Maddison.

Le produit intérieur brut par habitant, ou par tête (PIB par habitant ou par tête) est un indicateur du niveau d'activité économique. C'est la valeur du PIB divisée par le nombre d'habitants d'un pays. Il est plus efficace que le PIB pour mesurer le développement d'un pays, cependant, il n'est qu'une moyenne donc il ne permet pas de rendre compte des inégalités de revenu et de richesse au sein d'une population.
Cet indicateur est parfois utilisé pour mesurer approximativement le revenu par tête, ce dernier indicateur étant plus rarement disponible. On utilise alors généralement le PIB à parité de pouvoir d'achat (PPA).

## PIB par habitant et niveau de vie
Le PIB par habitant reflète principalement le niveau d'activité économique. D'autres critères, qui lui sont partiellement corrélés, reflètent mieux l'état de bien-être matériel des ménages, en particulier la consommation effective des ménages.
Le rapport de la commission Stiglitz sur la mesure des performances économiques et du progrès social recommandait ainsi de se référer, dans le cadre de l’évaluation du bien-être matériel, aux revenus et à la consommation plutôt qu’à la production.

## Comparaisons internationales en US$ PPA (année 2023)
PIB par habitant (Parité pouvoir d'achat US$ PPA) de quelques pays en 2023  :
| Pays                             | PIB/hab (US$ PPA) | Rang mondial |
| -------------------------------- | ----------------- | ------------ |
| Qatar                            | 130 475           | 1            |
| Macao (RAS Chine)                | 116 808           | 2            |
| Luxembourg                       | 106 705           | 3            |
| Singapour                        | 100 345           | 4            |
| Brunei                           | 79 530            | 5            |
| Irlande                          | 78 785            | 6            |
| Norvège                          | 74 356            | 7            |
| Émirats arabes unis              | 69 382            | 8            |
| Koweït                           | 67 000            | 9            |
| Suisse                           | 64 649            | 10           |
| Hong Kong (RAS Chine)            | 64 216            | 11           |
| États-Unis                       | 62 606            | 12           |
| Taïwan                           | 53 023            | 15           |
| Allemagne                        | 52 559            | 17           |
| Autriche                         | 52 137            | 19           |
| Canada                           | 49 651            | 21           |
| France                           | 45 775            | 23           |
| Japon                            | 44 227            | 28           |
| Italie                           | 32 254            | 38           |
| Russie                           | 29 267            | 49           |
| Uruguay                          | 23 274            | 59           |
| Chine                            | 18 110            | 72           |
| Serbie                           | 17 555            | 78           |
| Brésil                           | 16 154            | 80           |
| Colombie                         | 14 943            | 85           |
| Afrique du Sud                   | 13 675            | 89           |
| Égypte                           | 13 366            | 94           |
| Équateur                         | 11 718            | 100          |
| Ukraine                          | 9 283             | 111          |
| Guatemala                        | 8 436             | 116          |
| Viêt Nam                         | 7 510             | 121          |
| Honduras                         | 5 212             | 135          |
| Côte d'Ivoire                    | 4 178             | 139          |
| Bénin                            | 2 415             | 160          |
| Haïti                            | 1 864             | 172          |
| Togo                             | 1 746             | 173          |
| Niger                            | 1 217             | 181          |
| République démocratique du Congo | 767               | 183          |
| République centrafricaine        | 712               | 185          |

## Comparaisons internationales en US$ (projection pour les années 2013 et 2014)
Le tableau suivant présente le classement des 20 premiers pays par ordre décroissant du PIB par habitant en US$ (valeur nominale courante). Ce tableau a été établi à partir des données du Fonds monétaire international.
| Rang 2014 | Pays                | PIB/hab 2014 (US$) | PIB/hab 2013 (US$) | Évolution 2014/2013 |
| --------- | ------------------- | ------------------ | ------------------ | ------------------- |
| 1         | Luxembourg          | 115 542            | 110 573            | +4,49 %             |
| 2         | Qatar               | 102 450            | 101 496            | +0,94 %             |
| 3         | Norvège             | 102 331            | 101 271            | +1,05 %             |
| 4         | Suisse              | 82 971             | 80 276             | +3,36 %             |
| 5         | Australie           | 62 127             | 64 157             | -3,16 %             |
| 6         | Danemark            | 60 256             | 57 999             | +3,89 %             |
| 7         | Suède               | 59 595             | 57 297             | +4,01 %             |
| 8         | États-Unis          | 54 609             | 52 839             | +3,35 %             |
| 9         | Singapour           | 53 671             | 52 918             | +1,42 %             |
| 10        | Canada              | 53 118             | 51 871             | +2,4 %              |
| 11        | Autriche            | 51 641             | 49 256             | +4,84 %             |
| 12        | Finlande            | 50 037             | 47 625             | +5,06 %             |
| 13        | Irlande             | 49 888             | 47 882             | +4,19 %             |
| 14        | Pays-Bas            | 49 273             | 47 651             | +3,4 %              |
| 15        | Islande             | 47 619             | 45 315             | +5,08 %             |
| 16        | Belgique            | 47 166             | 45 537             | +3,58 %             |
| 17        | Koweït              | 47 048             | 47 829             | -1,63 %             |
| 18        | Allemagne           | 45 925             | 43 952             | +4,49 %             |
| 19        | France              | 44 730             | 42 991             | +4,05 %             |
| 20        | Émirats arabes unis | 43 424             | 43 185             | +0,55 %             |